# Disastro dello stadio Karaiskakīs
Il disastro dello stadio Geōrgios Karaiskakīs fu una tragedia calcistica avvenuta l'8 febbraio 1981 allo stadio Geōrgios Karaiskakīs del Pireo, L'Attica, in Grecia, durante la partita di campionato di calcio greco tra Olympiacos e AEK Atene. Provocò la morte di 21 persone e il ferimento di circa 55.
Si tratta della tragedia calcistica più grave mai accaduta in Grecia e tra le più gravi nella storia dello sport.

## Avvenimenti
L'8 febbraio 1981, durante gli ultimi minuti di gioco della partita di campionato greco tra Olympiakos e AEK Atene (terminata con lo storico punteggio di 6-0 per l'Olympiakos), numerosi tifosi della squadra di casa si precipitarono verso il Gate 7 (Θύρα 7), l'uscita principale, per guadagnare l'uscita. Dato che le porte erano parzialmente chiuse, alcuni tifosi persero l'equilibrio, causando un effetto domino per il quale dozzine di sostenitori caddero l'uno sull'altro e furono via via calpestati da decine e decine di altri tifosi che, ignari di ciò che stava succedendo, sopraggiungevano verso l'uscita. Diciannove tifosi persero la vita allo stadio, altri due in ospedale per le ferite riportate. I feriti furono almeno 55, molti dei quali gravi. La maggior parte dei morti e dei feriti erano adolescenti e giovani adulti.

## Commemorazioni
In memoria della tragedia, l'8 febbraio di ogni anno allo stadio si celebra un incontro di tifosi che scandiscono ritmicamente le parole "Αδέρφια, ζείτε, εσείς μας οδηγείτε" (Adhérfia, zíte, esís mas odhiyíte, "Fratelli, voi vivete, siete coloro che ci guidano"). Nel settore dello stadio dove si trova il Gate 7 alcuni seggiolini sono di colore nero anziché rosso e la loro disposizione forma il numero "7", mentre nel settore orientale dello stadio sorge un monumento che reca i nomi delle 21 vittime. 
In passato tifosi del Liverpool e Stella Rossa hanno reso omaggio alle vittime della tragedia, avvertita come un evento drammatico di portata nazionale e internazionale.
Il gruppo di tifosi Gate 7 (Θύρα 7), uno dei più nutriti gruppi di sostenitori dell'Olympiakos, si chiama così proprio in memoria del triste evento.